# Eleições europeias de 2014 em Barcelos

## Resultados Oficiais
| Partido                 | Partido                        | Votos   | %               | +/-   |
| ----------------------- | ------------------------------ | ------- | --------------- | ----- |
|                         | Aliança Portugal               | 16 930  | 40,24 / 100,00  | 14,29 |
|                         | Partido Socialista             | 12 174  | 28,93 / 100,00  | 5,97  |
|                         | Partido da Terra               | 3 339   | 7,94 / 100,00   | 7,48  |
|                         | Coligação Democrática Unitária | 2 042   | 4,85 / 100,00   | 0,36  |
|                         | Bloco de Esquerda              | 1 341   | 3,19 / 100,00   | 4,52  |
|                         | LIVRE                          | 563     | 1,34 / 100,00   | Novo  |
|                         | PCTP/MRPP                      | 449     | 1,07 / 100,00   | 0,21  |
|                         | Outros                         | 1 944   | 4,61 / 100,00   |       |
| Votos Inválidos         | Votos Inválidos                | 3 294   | 7,83 / 100,00   | 1,59  |
| Total                   | Total                          | 42 076  | 100,00 / 100,00 |       |
| Eleitorado/Participação | Eleitorado/Participação        | 107 494 | 39,14 / 100,00  | 2,92  |

## Resultados por Freguesia
Os resultados seguintes referem-se aos partidos que obtiveram mais de 1,00% dos votos:
| Freguesia                                           | %     | %     | %     | %     | %    | %    | %    | Votantes |
| Freguesia                                           | AP    | PS    | MPT   | CDU   | BE   | L    | PCTP | Votantes |
| --------------------------------------------------- | ----- | ----- | ----- | ----- | ---- | ---- | ---- | -------- |
| Abade de Neiva                                      | 39,58 | 29,37 | 9,51  | 3,78  | 1,96 | 2,80 | 0,84 | 715      |
| Aborim                                              | 21,36 | 40,36 | 9,79  | 5,04  | 2,67 | 2,08 | 2,67 | 337      |
| Adães                                               | 33,21 | 38,63 | 8,66  | 3,97  | 2,89 | 1,08 | 1,44 | 277      |
| Airó                                                | 41,15 | 30,42 | 7,48  | 3,74  | 2,49 | 0,75 | 1,25 | 401      |
| Aldreu                                              | 25,36 | 41,63 | 7,18  | 4,31  | 1,44 | 2,39 | 1,44 | 209      |
| Alheira e Igreja Nova                               | 55,07 | 23,19 | 2,48  | 1,45  | 1,04 | 1,24 | 1,24 | 483      |
| Alvelos                                             | 41,22 | 31,63 | 8,72  | 2,74  | 2,37 | 0,87 | 0,87 | 803      |
| Alvito e Couto                                      | 42,55 | 23,11 | 10,37 | 2,59  | 6,05 | 0,86 | 1,73 | 463      |
| Arcozelo                                            | 20,39 | 38,52 | 9,44  | 10,37 | 6,19 | 1,40 | 1,55 | 3 993    |
| Areias                                              | 40,64 | 27,54 | 9,89  | 3,48  | 2,41 | 1,60 | 0,80 | 374      |
| Areias de Vilar e Encourados                        | 44,12 | 22,45 | 7,43  | 6,35  | 3,56 | 1,39 | 1,24 | 646      |
| Balugães                                            | 38,75 | 29,06 | 7,41  | 4,84  | 3,70 | 0,85 | 1,14 | 351      |
| Barcelinhos                                         | 29,90 | 32,92 | 6,72  | 9,33  | 4,80 | 2,06 | 0,82 | 729      |
| Barcelos, Vila Boa e Vila Frescainha                | 27,81 | 34,52 | 8,62  | 8,93  | 5,22 | 2,06 | 1,28 | 4 232    |
| Barqueiros                                          | 40,33 | 36,31 | 6,57  | 4,74  | 1,28 | 0,73 | 1,28 | 548      |
| Cambeses                                            | 19,33 | 50,79 | 5,39  | 9,66  | 2,70 | 1,12 | 0,67 | 445      |
| Campo e Tamel                                       | 45,56 | 25,37 | 7,22  | 4,26  | 1,48 | 0,74 | 0,37 | 540      |
| Carapeços                                           | 51,50 | 27,53 | 6,13  | 3,00  | 1,00 | 1,28 | 0,29 | 701      |
| Carreira e Fonte Coberta                            | 33,39 | 35,02 | 8,31  | 6,35  | 1,47 | 0,49 | 1,30 | 614      |
| Carvalhal                                           | 46,69 | 25,50 | 7,78  | 3,31  | 2,98 | 1,32 | 0,33 | 604      |
| Carvalhas                                           | 53,57 | 23,66 | 5,36  | 1,34  | 1,34 | 0    | 2,68 | 224      |
| Chorente, Goios, Courel, Pedra Furada e Gueral      | 56,66 | 17,99 | 7,75  | 1,49  | 1,19 | 0,80 | 0,60 | 1 006    |
| Cossourado                                          | 37,50 | 35,47 | 8,11  | 1,35  | 2,03 | 0,34 | 0,68 | 296      |
| Creixomil e Mariz                                   | 34,72 | 29,52 | 13,51 | 3,33  | 1,66 | 1,87 | 0,62 | 481      |
| Cristelo                                            | 52,63 | 22,18 | 6,95  | 1,13  | 1,88 | 0,94 | 0,75 | 532      |
| Durrães e Tregosa                                   | 41,38 | 22,92 | 7,71  | 3,65  | 4,06 | 2,03 | 0,81 | 493      |
| Fornelos                                            | 48,73 | 22,91 | 9,09  | 2,55  | 2,18 | 1,45 | 2,18 | 275      |
| Fragoso                                             | 38,54 | 35,29 | 3,25  | 3,65  | 2,84 | 0,81 | 2,03 | 493      |
| Galegos (Santa Maria)                               | 46,66 | 23,33 | 8,37  | 2,85  | 3,38 | 1,25 | 0,71 | 1 123    |
| Galegos (São Martinho)                              | 47,98 | 25,59 | 7,58  | 3,87  | 2,53 | 1,01 | 0,17 | 594      |
| Gamil e Midões                                      | 32,55 | 37,43 | 5,61  | 4,16  | 3,07 | 2,53 | 1,45 | 553      |
| Gilmonde                                            | 48,24 | 22,45 | 9,38  | 3,85  | 2,01 | 2,01 | 0,34 | 597      |
| Lama                                                | 52,90 | 20,43 | 6,45  | 1,29  | 3,66 | 0,22 | 1,29 | 465      |
| Lijó                                                | 46,79 | 24,95 | 6,73  | 3,31  | 3,21 | 1,14 | 0,93 | 966      |
| Macieira de Rates                                   | 67,91 | 10,33 | 7,02  | 0,69  | 1,79 | 1,10 | 0,14 | 726      |
| Manhente                                            | 39,58 | 25,42 | 10,69 | 4,44  | 5,00 | 1,11 | 2,22 | 720      |
| Martim                                              | 41,67 | 28,86 | 5,56  | 7,41  | 2,16 | 0,77 | 1,85 | 648      |
| Milhazes, Vilar de Figos e Faria                    | 52,25 | 20,15 | 7,83  | 2,95  | 2,18 | 1,16 | 0,64 | 779      |
| Moure                                               | 36,73 | 34,88 | 6,48  | 7,72  | 2,47 | 1,54 | 1,23 | 324      |
| Negreiros e Chavão                                  | 69,99 | 11,36 | 6,11  | 1,61  | 1,39 | 0,64 | 0,54 | 933      |
| Oliveira                                            | 55,24 | 16,88 | 6,39  | 2,30  | 4,09 | 1,28 | 0,51 | 391      |
| Palme                                               | 44,82 | 32,32 | 5,49  | 1,52  | 1,83 | 0,61 | 1,22 | 328      |
| Panque                                              | 64,19 | 17,21 | 3,26  | 3,72  | 1,86 | 0,47 | 1,40 | 215      |
| Paradela                                            | 56,21 | 17,59 | 8,28  | 1,72  | 2,41 | 1,72 | 0,34 | 290      |
| Pereira                                             | 44,66 | 30,00 | 6,21  | 1,90  | 2,24 | 0,52 | 0,69 | 580      |
| Perelhal                                            | 41,09 | 25,71 | 10,53 | 3,24  | 2,63 | 1,01 | 1,21 | 494      |
| Pousa                                               | 41,41 | 30,28 | 7,18  | 4,37  | 2,82 | 0,56 | 1,69 | 710      |
| Quintiães e Aguiar                                  | 43,62 | 25,53 | 9,36  | 3,19  | 2,98 | 1,06 | 1,49 | 470      |
| Remelhe                                             | 47,02 | 22,13 | 10,00 | 5,32  | 2,13 | 1,49 | 0,85 | 470      |
| Rio Covo (Santa Eugénia)                            | 29,67 | 38,25 | 7,20  | 5,66  | 2,40 | 2,40 | 1,20 | 583      |
| Roriz                                               | 58,02 | 14,10 | 5,83  | 3,40  | 1,94 | 2,43 | 0,97 | 617      |
| Sequeade e Bastuço                                  | 33,87 | 36,60 | 8,19  | 4,49  | 2,41 | 0,80 | 1,44 | 623      |
| Silva                                               | 29,78 | 31,56 | 15,56 | 2,89  | 1,56 | 0,89 | 1,56 | 450      |
| Silveiros e Rio Covo (Santa Eulália)                | 39,46 | 29,49 | 6,41  | 7,26  | 2,71 | 1,00 | 1,42 | 702      |
| Tamel (Santa Leocádia) e Vilar do Monte             | 43,04 | 18,26 | 13,04 | 4,35  | 1,74 | 1,96 | 1,09 | 460      |
| Tamel (São Veríssimo)                               | 31,19 | 36,78 | 10,34 | 4,19  | 6,33 | 1,30 | 0,93 | 1 074    |
| Ucha                                                | 44,12 | 28,31 | 4,60  | 2,94  | 3,31 | 1,10 | 0,55 | 544      |
| Várzea                                              | 29,97 | 40,39 | 7,82  | 3,26  | 1,95 | 1,14 | 1,14 | 614      |
| Viatodos, Grimancelos, Minhotães e Monte de Fralães | 44,56 | 28,68 | 6,30  | 3,22  | 2,46 | 1,30 | 0,82 | 1 461    |
| Vila Cova e Feitos                                  | 51,33 | 21,91 | 7,75  | 2,18  | 1,09 | 1,45 | 0,12 | 826      |
| Vila Seca                                           | 58,00 | 20,17 | 6,24  | 1,66  | 1,04 | 2,08 | 0,42 | 481      |
| Barcelos                                            | 40,24 | 28,93 | 7,94  | 4,85  | 3,19 | 1,34 | 1,07 | 42 076   |

#### Abade de Neiva
| Partido                 | Partido                          | Votos | %               | +/-   |
| ----------------------- | -------------------------------- | ----- | --------------- | ----- |
|                         | Aliança Portugal                 | 283   | 39,58 / 100,00  | 10,42 |
|                         | Partido Socialista               | 210   | 29,37 / 100,00  | 5,57  |
|                         | Partido da Terra                 | 68    | 9,51 / 100,00   | 9,00  |
|                         | Coligação Democrática Unitária   | 27    | 3,78 / 100,00   | 0,74  |
|                         | LIVRE                            | 20    | 2,80 / 100,00   | Novo  |
|                         | Bloco de Esquerda                | 14    | 1,96 / 100,00   | 7,91  |
|                         | Movimento Alternativa Socialista | 11    | 1,54 / 100,00   | Novo  |
|                         | Outros                           | 31    | 4,34 / 100,00   |       |
| Votos Inválidos         | Votos Inválidos                  | 51    | 7,14 / 100,00   | 1,35  |
| Total                   | Total                            | 715   | 100,00 / 100,00 |       |
| Eleitorado/Participação | Eleitorado/Participação          | 1 738 | 41,14 / 100,00  | 8,39  |

#### Aborim
| Partido                 | Partido                          | Votos | %               | +/-   |
| ----------------------- | -------------------------------- | ----- | --------------- | ----- |
|                         | Partido Socialista               | 136   | 40,36 / 100,00  | 13,68 |
|                         | Aliança Portugal                 | 72    | 21,36 / 100,00  | 20,02 |
|                         | Partido da Terra                 | 33    | 9,79 / 100,00   | 8,85  |
|                         | Coligação Democrática Unitária   | 17    | 5,04 / 100,00   | 4,05  |
|                         | Bloco de Esquerda                | 9     | 2,67 / 100,00   | 6,11  |
|                         | PCTP/MRPP                        | 9     | 2,67 / 100,00   | 0,79  |
|                         | LIVRE                            | 7     | 2,08 / 100,00   | Novo  |
|                         | Partido da Nova Democracia       | 4     | 1,19 / 100,00   | -     |
|                         | Partido Trabalhista Português    | 4     | 1,19 / 100,00   | Novo  |
|                         | Partido Democrático do Atlântico | 4     | 1,19 / 100,00   | -     |
|                         | Outros                           | 6     | 1,78 / 100,00   |       |
| Votos Inválidos         | Votos Inválidos                  | 36    | 10,68 / 100,00  | 3,16  |
| Total                   | Total                            | 337   | 100,00 / 100,00 |       |
| Eleitorado/Participação | Eleitorado/Participação          | 808   | 41,71 / 100,00  | 6,73  |

#### Adães
| Partido                 | Partido                               | Votos | %               | +/-   |
| ----------------------- | ------------------------------------- | ----- | --------------- | ----- |
|                         | Partido Socialista                    | 107   | 38,63 / 100,00  | 15,04 |
|                         | Aliança Portugal                      | 92    | 33,21 / 100,00  | 18,61 |
|                         | Partido da Terra                      | 24    | 8,66 / 100,00   | 8,33  |
|                         | Coligação Democrática Unitária        | 11    | 3,97 / 100,00   | 3,34  |
|                         | Bloco de Esquerda                     | 8     | 2,89 / 100,00   | 3,42  |
|                         | PCTP/MRPP                             | 4     | 1,44 / 100,00   | 0,44  |
|                         | LIVRE                                 | 3     | 1,08 / 100,00   | Novo  |
|                         | Partido pelos Animais e pela Natureza | 3     | 1,08 / 100,00   | Novo  |
|                         | Partido Nacional Renovador            | 3     | 1,08 / 100,00   | 1,08  |
|                         | Outros                                | 7     | 2,52 / 100,00   |       |
| Votos Inválidos         | Votos Inválidos                       | 15    | 5,42 / 100,00   | 0,56  |
| Total                   | Total                                 | 277   | 100,00 / 100,00 |       |
| Eleitorado/Participação | Eleitorado/Participação               | 669   | 41,41 / 100,00  | 3,58  |

#### Airó
| Partido                 | Partido                               | Votos | %               | +/-   |
| ----------------------- | ------------------------------------- | ----- | --------------- | ----- |
|                         | Aliança Portugal                      | 165   | 41,15 / 100,00  | 16,62 |
|                         | Partido Socialista                    | 122   | 30,42 / 100,00  | 11,20 |
|                         | Partido da Terra                      | 30    | 7,48 / 100,00   | 7,20  |
|                         | Coligação Democrática Unitária        | 15    | 3,74 / 100,00   | 0,72  |
|                         | Bloco de Esquerda                     | 10    | 2,49 / 100,00   | 5,03  |
|                         | Partido Popular Monárquico            | 6     | 1,50 / 100,00   | 1,22  |
|                         | Partido pelos Animais e pela Natureza | 5     | 1,25 / 100,00   | Novo  |
|                         | PCTP/MRPP                             | 5     | 1,25 / 100,00   | 0,14  |
|                         | Movimento Alternativa Socialista      | 5     | 1,25 / 100,00   | Novo  |
|                         | Outros                                | 12    | 3,00 / 100,00   |       |
| Votos Inválidos         | Votos Inválidos                       | 26    | 6,48 / 100,00   | 0,49  |
| Total                   | Total                                 | 401   | 100,00 / 100,00 |       |
| Eleitorado/Participação | Eleitorado/Participação               | 863   | 46,47 / 100,00  | 4,53  |

#### Aldreu
| Partido                 | Partido                        | Votos | %               | +/-   |
| ----------------------- | ------------------------------ | ----- | --------------- | ----- |
|                         | Partido Socialista             | 87    | 41,63 / 100,00  | 13,06 |
|                         | Aliança Portugal               | 53    | 25,36 / 100,00  | 25,90 |
|                         | Partido da Terra               | 15    | 7,18 / 100,00   | 6,76  |
|                         | Coligação Democrática Unitária | 9     | 4,31 / 100,00   | 0,11  |
|                         | LIVRE                          | 5     | 2,39 / 100,00   | Novo  |
|                         | Partido da Nova Democracia     | 4     | 1,91 / 100,00   | -     |
|                         | Bloco de Esquerda              | 3     | 1,44 / 100,00   | 3,60  |
|                         | PCTP/MRPP                      | 3     | 1,44 / 100,00   | 0,60  |
|                         | Outros                         | 6     | 2,88 / 100,00   |       |
| Votos Inválidos         | Votos Inválidos                | 24    | 11,48 / 100,00  | 5,18  |
| Total                   | Total                          | 209   | 100,00 / 100,00 |       |
| Eleitorado/Participação | Eleitorado/Participação        | 725   | 28,83 / 100,00  | 2,20  |

#### Alheira e Igreja Nova
| Partido                 | Partido                        | Votos | %               |
| ----------------------- | ------------------------------ | ----- | --------------- |
|                         | Aliança Portugal               | 266   | 55,07 / 100,00  |
|                         | Partido Socialista             | 112   | 23,19 / 100,00  |
|                         | Partido da Terra               | 12    | 2,48 / 100,00   |
|                         | Coligação Democrática Unitária | 7     | 1,45 / 100,00   |
|                         | LIVRE                          | 6     | 1,24 / 100,00   |
|                         | PCTP/MRPP                      | 6     | 1,24 / 100,00   |
|                         | Partido Popular Monárquico     | 6     | 1,24 / 100,00   |
|                         | Bloco de Esquerda              | 5     | 1,04 / 100,00   |
|                         | Outros                         | 17    | 3,52 / 100,00   |
| Votos Inválidos         | Votos Inválidos                | 46    | 9,54 / 100,00   |
| Total                   | Total                          | 483   | 100,00 / 100,00 |
| Eleitorado/Participação | Eleitorado/Participação        | 1 589 | 30,40 / 100,00  |

#### Alvelos
| Partido                 | Partido                        | Votos | %               | +/-   |
| ----------------------- | ------------------------------ | ----- | --------------- | ----- |
|                         | Aliança Portugal               | 331   | 41,22 / 100,00  | 10,98 |
|                         | Partido Socialista             | 254   | 31,63 / 100,00  | 6,20  |
|                         | Partido da Terra               | 70    | 8,72 / 100,00   | 8,23  |
|                         | Coligação Democrática Unitária | 22    | 2,74 / 100,00   | 1,66  |
|                         | Bloco de Esquerda              | 19    | 2,37 / 100,00   | 5,09  |
|                         | Partido da Nova Democracia     | 12    | 1,49 / 100,00   | -     |
|                         | Partido Trabalhista Português  | 8     | 1,00 / 100,00   | Novo  |
|                         | Outros                         | 26    | 3,23 / 100,00   |       |
| Votos Inválidos         | Votos Inválidos                | 61    | 7,60 / 100,00   | 0,75  |
| Total                   | Total                          | 803   | 100,00 / 100,00 |       |
| Eleitorado/Participação | Eleitorado/Participação        | 1 904 | 42,17 / 100,00  | 0,08  |

#### Alvito e Couto
| Partido                 | Partido                               | Votos | %               |
| ----------------------- | ------------------------------------- | ----- | --------------- |
|                         | Aliança Portugal                      | 197   | 42,55 / 100,00  |
|                         | Partido Socialista                    | 107   | 23,11 / 100,00  |
|                         | Partido da Terra                      | 48    | 10,37 / 100,00  |
|                         | Bloco de Esquerda                     | 28    | 6,05 / 100,00   |
|                         | Coligação Democrática Unitária        | 12    | 2,59 / 100,00   |
|                         | Partido pelos Animais e pela Natureza | 9     | 1,94 / 100,00   |
|                         | PCTP/MRPP                             | 8     | 1,73 / 100,00   |
|                         | Outros                                | 10    | 2,16 / 100,00   |
| Votos Inválidos         | Votos Inválidos                       | 44    | 9,50 / 100,00   |
| Total                   | Total                                 | 463   | 100,00 / 100,00 |
| Eleitorado/Participação | Eleitorado/Participação               | 1 235 | 37,49 / 100,00  |

#### Arcozelo
| Partido                 | Partido                               | Votos  | %               | +/-   |
| ----------------------- | ------------------------------------- | ------ | --------------- | ----- |
|                         | Partido Socialista                    | 1 538  | 38,52 / 100,00  | 5,04  |
|                         | Aliança Portugal                      | 814    | 20,39 / 100,00  | 10,30 |
|                         | Coligação Democrática Unitária        | 414    | 10,37 / 100,00  | 0,81  |
|                         | Partido da Terra                      | 377    | 9,44 / 100,00   | 9,07  |
|                         | Bloco de Esquerda                     | 247    | 6,19 / 100,00   | 9,24  |
|                         | PCTP/MRPP                             | 62     | 1,55 / 100,00   | 0,15  |
|                         | LIVRE                                 | 56     | 1,40 / 100,00   | Novo  |
|                         | Movimento Alternativa Socialista      | 55     | 1,38 / 100,00   | Novo  |
|                         | Partido pelos Animais e pela Natureza | 42     | 1,05 / 100,00   | Novo  |
|                         | Outros                                | 114    | 2,87 / 100,00   |       |
| Votos Inválidos         | Votos Inválidos                       | 274    | 6,86 / 100,00   | 0,70  |
| Total                   | Total                                 | 3 993  | 100,00 / 100,00 |       |
| Eleitorado/Participação | Eleitorado/Participação               | 10 875 | 36,72 / 100,00  | 2,59  |

#### Areias
| Partido                 | Partido                               | Votos | %               | +/-   |
| ----------------------- | ------------------------------------- | ----- | --------------- | ----- |
|                         | Aliança Portugal                      | 152   | 40,64 / 100,00  | 13,82 |
|                         | Partido Socialista                    | 103   | 27,54 / 100,00  | 2,76  |
|                         | Partido da Terra                      | 37    | 9,89 / 100,00   | 9,89  |
|                         | Coligação Democrática Unitária        | 13    | 3,48 / 100,00   | 1,02  |
|                         | Bloco de Esquerda                     | 9     | 2,41 / 100,00   | 5,40  |
|                         | LIVRE                                 | 6     | 1,60 / 100,00   | Novo  |
|                         | Partido pelos Animais e pela Natureza | 5     | 1,34 / 100,00   | Novo  |
|                         | Partido da Nova Democracia            | 4     | 1,07 / 100,00   | -     |
|                         | Outros                                | 10    | 2,67 / 100,00   |       |
| Votos Inválidos         | Votos Inválidos                       | 35    | 9,35 / 100,00   | 2,21  |
| Total                   | Total                                 | 374   | 100,00 / 100,00 |       |
| Eleitorado/Participação | Eleitorado/Participação               | 950   | 39,37 / 100,00  | 4,81  |

#### Areias de Vilar e Encourados
| Partido                 | Partido                               | Votos | %               |
| ----------------------- | ------------------------------------- | ----- | --------------- |
|                         | Aliança Portugal                      | 285   | 44,12 / 100,00  |
|                         | Partido Socialista                    | 145   | 22,45 / 100,00  |
|                         | Partido da Terra                      | 48    | 7,43 / 100,00   |
|                         | Coligação Democrática Unitária        | 41    | 6,35 / 100,00   |
|                         | Bloco de Esquerda                     | 23    | 3,56 / 100,00   |
|                         | Partido da Nova Democracia            | 15    | 2,32 / 100,00   |
|                         | LIVRE                                 | 9     | 1,39 / 100,00   |
|                         | PCTP/MRPP                             | 8     | 1,24 / 100,00   |
|                         | Partido pelos Animais e pela Natureza | 8     | 1,24 / 100,00   |
|                         | Outros                                | 20    | 3,08 / 100,00   |
| Votos Inválidos         | Votos Inválidos                       | 44    | 6,81 / 100,00   |
| Total                   | Total                                 | 646   | 100,00 / 100,00 |
| Eleitorado/Participação | Eleitorado/Participação               | 1 664 | 38,82 / 100,00  |

#### Balugães
| Partido                 | Partido                               | Votos | %               | +/-   |
| ----------------------- | ------------------------------------- | ----- | --------------- | ----- |
|                         | Aliança Portugal                      | 136   | 38,75 / 100,00  | 26,03 |
|                         | Partido Socialista                    | 102   | 29,06 / 100,00  | 12,34 |
|                         | Partido da Terra                      | 26    | 7,41 / 100,00   | 6,81  |
|                         | Coligação Democrática Unitária        | 17    | 4,84 / 100,00   | 1,26  |
|                         | Bloco de Esquerda                     | 13    | 3,70 / 100,00   | 0,78  |
|                         | Partido pelos Animais e pela Natureza | 5     | 1,42 / 100,00   | Novo  |
|                         | PCTP/MRPP                             | 4     | 1,14 / 100,00   | 1,14  |
|                         | Movimento Alternativa Socialista      | 4     | 1,14 / 100,00   | Novo  |
|                         | Portugal pro Vida                     | 4     | 1,14 / 100,00   | Novo  |
|                         | Outros                                | 9     | 2,55 / 100,00   |       |
| Votos Inválidos         | Votos Inválidos                       | 31    | 8,83 / 100,00   | 0,77  |
| Total                   | Total                                 | 351   | 100,00 / 100,00 |       |
| Eleitorado/Participação | Eleitorado/Participação               | 766   | 45,82 / 100,00  | 5,16  |

#### Barcelinhos
| Partido                 | Partido                               | Votos | %               | +/-  |
| ----------------------- | ------------------------------------- | ----- | --------------- | ---- |
|                         | Partido Socialista                    | 240   | 32,92 / 100,00  | 3,13 |
|                         | Aliança Portugal                      | 218   | 29,90 / 100,00  | 7,45 |
|                         | Coligação Democrática Unitária        | 68    | 9,33 / 100,00   | 0,58 |
|                         | Partido da Terra                      | 49    | 6,72 / 100,00   | 6,37 |
|                         | Bloco de Esquerda                     | 35    | 4,80 / 100,00   | 7,26 |
|                         | LIVRE                                 | 15    | 2,06 / 100,00   | Novo |
|                         | Partido pelos Animais e pela Natureza | 10    | 1,37 / 100,00   | Novo |
|                         | Outros                                | 21    | 2,87 / 100,00   |      |
| Votos Inválidos         | Votos Inválidos                       | 73    | 10,01 / 100,00  | 3,04 |
| Total                   | Total                                 | 729   | 100,00 / 100,00 |      |
| Eleitorado/Participação | Eleitorado/Participação               | 1 633 | 44,64 / 100,00  | 5,36 |

#### Barcelos, Vila Boa e Vila Frescainha
| Partido                 | Partido                        | Votos | %               |
| ----------------------- | ------------------------------ | ----- | --------------- |
|                         | Partido Socialista             | 1 461 | 34,52 / 100,00  |
|                         | Aliança Portugal               | 1 177 | 27,81 / 100,00  |
|                         | Coligação Democrática Unitária | 378   | 8,93 / 100,00   |
|                         | Partido da Terra               | 365   | 8,62 / 100,00   |
|                         | Bloco de Esquerda              | 221   | 5,22 / 100,00   |
|                         | LIVRE                          | 87    | 2,06 / 100,00   |
|                         | PCTP/MRPP                      | 54    | 1,28 / 100,00   |
|                         | Outros                         | 175   | 4,13 / 100,00   |
| Votos Inválidos         | Votos Inválidos                | 314   | 7,42 / 100,00   |
| Total                   | Total                          | 4 232 | 100,00 / 100,00 |
| Eleitorado/Participação | Eleitorado/Participação        | 9 953 | 42,52 / 100,00  |

#### Barqueiros
| Partido                 | Partido                        | Votos | %               | +/-  |
| ----------------------- | ------------------------------ | ----- | --------------- | ---- |
|                         | Aliança Portugal               | 221   | 40,33 / 100,00  | 9,31 |
|                         | Partido Socialista             | 199   | 36,31 / 100,00  | 0,72 |
|                         | Partido da Terra               | 36    | 6,57 / 100,00   | 6,57 |
|                         | Coligação Democrática Unitária | 26    | 4,74 / 100,00   | 1,72 |
|                         | Bloco de Esquerda              | 7     | 1,28 / 100,00   | 2,99 |
|                         | PCTP/MRPP                      | 7     | 1,28 / 100,00   | 0,39 |
|                         | Partido da Nova Democracia     | 6     | 1,09 / 100,00   | -    |
|                         | Outros                         | 11    | 2,00 / 100,00   |      |
| Votos Inválidos         | Votos Inválidos                | 35    | 6,38 / 100,00   | 1,57 |
| Total                   | Total                          | 548   | 100,00 / 100,00 |      |
| Eleitorado/Participação | Eleitorado/Participação        | 1 733 | 31,62 / 100,00  | 0,19 |

#### Cambeses
| Partido                 | Partido                        | Votos | %               | +/-   |
| ----------------------- | ------------------------------ | ----- | --------------- | ----- |
|                         | Partido Socialista             | 226   | 50,79 / 100,00  | 11,19 |
|                         | Aliança Portugal               | 86    | 19,33 / 100,00  | 19,27 |
|                         | Coligação Democrática Unitária | 43    | 9,66 / 100,00   | 2,66  |
|                         | Partido da Terra               | 24    | 5,39 / 100,00   | 4,99  |
|                         | Bloco de Esquerda              | 12    | 2,70 / 100,00   | 2,70  |
|                         | LIVRE                          | 5     | 1,12 / 100,00   | Novo  |
|                         | Outros                         | 21    | 4,71 / 100,00   |       |
| Votos Inválidos         | Votos Inválidos                | 28    | 6,29 / 100,00   | 0,11  |
| Total                   | Total                          | 445   | 100,00 / 100,00 |       |
| Eleitorado/Participação | Eleitorado/Participação        | 1 189 | 37,43 / 100,00  | 3,93  |

#### Campo e Tamel
| Partido                 | Partido                        | Votos | %               |
| ----------------------- | ------------------------------ | ----- | --------------- |
|                         | Aliança Portugal               | 246   | 45,56 / 100,00  |
|                         | Partido Socialista             | 137   | 25,37 / 100,00  |
|                         | Partido da Terra               | 39    | 7,22 / 100,00   |
|                         | Coligação Democrática Unitária | 23    | 4,26 / 100,00   |
|                         | Bloco de Esquerda              | 8     | 1,48 / 100,00   |
|                         | Outros                         | 22    | 4,09 / 100,00   |
| Votos Inválidos         | Votos Inválidos                | 65    | 12,03 / 100,00  |
| Total                   | Total                          | 540   | 100,00 / 100,00 |
| Eleitorado/Participação | Eleitorado/Participação        | 1 383 | 39,05 / 100,00  |

#### Carapeços
| Partido                 | Partido                               | Votos | %               | +/-  |
| ----------------------- | ------------------------------------- | ----- | --------------- | ---- |
|                         | Aliança Portugal                      | 361   | 51,50 / 100,00  | 6,53 |
|                         | Partido Socialista                    | 193   | 27,53 / 100,00  | 6,97 |
|                         | Partido da Terra                      | 43    | 6,13 / 100,00   | 5,57 |
|                         | Coligação Democrática Unitária        | 21    | 3,00 / 100,00   | 1,79 |
|                         | LIVRE                                 | 9     | 1,28 / 100,00   | Novo |
|                         | Partido pelos Animais e pela Natureza | 8     | 1,14 / 100,00   | Novo |
|                         | Bloco de Esquerda                     | 7     | 1,00 / 100,00   | 4,49 |
|                         | Outros                                | 23    | 3,29 / 100,00   |      |
| Votos Inválidos         | Votos Inválidos                       | 36    | 5,14 / 100,00   | 1,62 |
| Total                   | Total                                 | 701   | 100,00 / 100,00 |      |
| Eleitorado/Participação | Eleitorado/Participação               | 1 919 | 36,53 / 100,00  | 1,46 |

#### Carreira e Fonte Coberta
| Partido                 | Partido                        | Votos | %               |
| ----------------------- | ------------------------------ | ----- | --------------- |
|                         | Partido Socialista             | 215   | 35,02 / 100,00  |
|                         | Aliança Portugal               | 205   | 33,39 / 100,00  |
|                         | Partido da Terra               | 51    | 8,31 / 100,00   |
|                         | Coligação Democrática Unitária | 39    | 6,35 / 100,00   |
|                         | Bloco de Esquerda              | 9     | 1,47 / 100,00   |
|                         | PCTP/MRPP                      | 8     | 1,30 / 100,00   |
|                         | Outros                         | 26    | 4,24 / 100,00   |
| Votos Inválidos         | Votos Inválidos                | 61    | 9,93 / 100,00   |
| Total                   | Total                          | 614   | 100,00 / 100,00 |
| Eleitorado/Participação | Eleitorado/Participação        | 1 823 | 33,68 / 100,00  |

#### Carvalhal
| Partido                 | Partido                        | Votos | %               | +/-   |
| ----------------------- | ------------------------------ | ----- | --------------- | ----- |
|                         | Aliança Portugal               | 282   | 46,69 / 100,00  | 10,02 |
|                         | Partido Socialista             | 154   | 25,50 / 100,00  | 3,64  |
|                         | Partido da Terra               | 47    | 7,78 / 100,00   | 7,07  |
|                         | Coligação Democrática Unitária | 20    | 3,31 / 100,00   | 1,26  |
|                         | Bloco de Esquerda              | 18    | 2,98 / 100,00   | 2,45  |
|                         | LIVRE                          | 8     | 1,32 / 100,00   | Novo  |
|                         | Outros                         | 24    | 4,00 / 100,00   |       |
| Votos Inválidos         | Votos Inválidos                | 51    | 8,44 / 100,00   | 1,01  |
| Total                   | Total                          | 604   | 100,00 / 100,00 |       |
| Eleitorado/Participação | Eleitorado/Participação        | 1 241 | 48,67 / 100,00  | 2,57  |

#### Carvalhos
| Partido                 | Partido                        | Votos | %               | +/-   |
| ----------------------- | ------------------------------ | ----- | --------------- | ----- |
|                         | Aliança Portugal               | 120   | 53,57 / 100,00  | 19,51 |
|                         | Partido Socialista             | 53    | 23,66 / 100,00  | 8,66  |
|                         | Partido da Terra               | 12    | 5,36 / 100,00   | 4,98  |
|                         | PCTP/MRPP                      | 6     | 2,68 / 100,00   | 1,91  |
|                         | Coligação Democrática Unitária | 3     | 1,34 / 100,00   | 3,28  |
|                         | Bloco de Esquerda              | 3     | 1,34 / 100,00   | 0,97  |
|                         | Partido da Nova Democracia     | 3     | 1,34 / 100,00   | -     |
|                         | Outros                         | 7     | 3,13 / 100,00   |       |
| Votos Inválidos         | Votos Inválidos                | 17    | 7,59 / 100,00   | 4,51  |
| Total                   | Total                          | 224   | 100,00 / 100,00 |       |
| Eleitorado/Participação | Eleitorado/Participação        | 690   | 32,46 / 100,00  | 3,11  |

#### Chorente, Goios, Courel, Pedra Furada e Gueral
| Partido                 | Partido                               | Votos | %               |
| ----------------------- | ------------------------------------- | ----- | --------------- |
|                         | Aliança Portugal                      | 570   | 56,66 / 100,00  |
|                         | Partido Socialista                    | 181   | 17,99 / 100,00  |
|                         | Partido da Terra                      | 78    | 7,75 / 100,00   |
|                         | Coligação Democrática Unitária        | 15    | 1,49 / 100,00   |
|                         | Partido pelos Animais e pela Natureza | 14    | 1,39 / 100,00   |
|                         | Partido Trabalhista Português         | 13    | 1,29 / 100,00   |
|                         | Bloco de Esquerda                     | 12    | 1,19 / 100,00   |
|                         | Outros                                | 44    | 4,39 / 100,00   |
| Votos Inválidos         | Votos Inválidos                       | 79    | 7,85 / 100,00   |
| Total                   | Total                                 | 1 006 | 100,00 / 100,00 |
| Eleitorado/Participação | Eleitorado/Participação               | 2 327 | 43,23 / 100,00  |

#### Cossourado
| Partido                 | Partido                               | Votos | %               | +/-   |
| ----------------------- | ------------------------------------- | ----- | --------------- | ----- |
|                         | Aliança Portugal                      | 111   | 37,50 / 100,00  | 27,97 |
|                         | Partido Socialista                    | 105   | 35,47 / 100,00  | 12,67 |
|                         | Partido da Terra                      | 24    | 8,11 / 100,00   | 8,11  |
|                         | Bloco de Esquerda                     | 6     | 2,03 / 100,00   | 0,73  |
|                         | Coligação Democrática Unitária        | 4     | 1,35 / 100,00   | 0,60  |
|                         | Partido pelos Animais e pela Natureza | 4     | 1,35 / 100,00   | Novo  |
|                         | Partido da Nova Democracia            | 4     | 1,35 / 100,00   | -     |
|                         | Portugal pro Vida                     | 3     | 1,01 / 100,00   | Novo  |
|                         | Outros                                | 10    | 3,40 / 100,00   |       |
| Votos Inválidos         | Votos Inválidos                       | 25    | 8,44 / 100,00   | 3,56  |
| Total                   | Total                                 | 296   | 100,00 / 100,00 |       |
| Eleitorado/Participação | Eleitorado/Participação               | 827   | 35,79 / 100,00  | 0,30  |

#### Creixomil e Mariz
| Partido                 | Partido                        | Votos | %               |
| ----------------------- | ------------------------------ | ----- | --------------- |
|                         | Aliança Portugal               | 167   | 34,72 / 100,00  |
|                         | Partido Socialista             | 142   | 29,52 / 100,00  |
|                         | Partido da Terra               | 65    | 13,51 / 100,00  |
|                         | Coligação Democrática Unitária | 16    | 3,33 / 100,00   |
|                         | LIVRE                          | 9     | 1,97 / 100,00   |
|                         | Bloco de Esquerda              | 8     | 1,66 / 100,00   |
|                         | Partido Nacional Renovador     | 6     | 1,25 / 100,00   |
|                         | Outros                         | 18    | 3,75 / 100,00   |
| Votos Inválidos         | Votos Inválidos                | 50    | 10,40 / 100,00  |
| Total                   | Total                          | 481   | 100,00 / 100,00 |
| Eleitorado/Participação | Eleitorado/Participação        | 1 090 | 44,13 / 100,00  |

#### Cristelo
| Partido                 | Partido                        | Votos | %               | +/-   |
| ----------------------- | ------------------------------ | ----- | --------------- | ----- |
|                         | Aliança Portugal               | 280   | 52,63 / 100,00  | 15,18 |
|                         | Partido Socialista             | 118   | 22,18 / 100,00  | 6,00  |
|                         | Partido da Terra               | 37    | 6,95 / 100,00   | 6,95  |
|                         | Bloco de Esquerda              | 10    | 1,88 / 100,00   | 4,08  |
|                         | Partido da Nova Democracia     | 9     | 1,69 / 100,00   | -     |
|                         | Coligação Democrática Unitária | 6     | 1,13 / 100,00   | 0,74  |
|                         | Outros                         | 24    | 4,52 / 100,00   |       |
| Votos Inválidos         | Votos Inválidos                | 48    | 9,02 / 100,00   | 4,42  |
| Total                   | Total                          | 532   | 100,00 / 100,00 |       |
| Eleitorado/Participação | Eleitorado/Participação        | 1 719 | 30,95 / 100,00  | 2,40  |

#### Durrães e Tregosa
| Partido                 | Partido                        | Votos | %               |
| ----------------------- | ------------------------------ | ----- | --------------- |
|                         | Aliança Portugal               | 204   | 41,38 / 100,00  |
|                         | Partido Socialista             | 113   | 22,92 / 100,00  |
|                         | Partido da Terra               | 38    | 7,71 / 100,00   |
|                         | Bloco de Esquerda              | 20    | 4,06 / 100,00   |
|                         | Coligação Democrática Unitária | 18    | 3,65 / 100,00   |
|                         | LIVRE                          | 10    | 2,03 / 100,00   |
|                         | Partido da Nova Democracia     | 6     | 1,22 / 100,00   |
|                         | Partido Trabalhista Português  | 5     | 1,01 / 100,00   |
|                         | Outros                         | 18    | 3,66 / 100,00   |
| Votos Inválidos         | Votos Inválidos                | 61    | 12,37 / 100,00  |
| Total                   | Total                          | 493   | 100,00 / 100,00 |
| Eleitorado/Participação | Eleitorado/Participação        | 1 271 | 38,79 / 100,00  |

#### Fornelos
| Partido                 | Partido                        | Votos | %               | +/-   |
| ----------------------- | ------------------------------ | ----- | --------------- | ----- |
|                         | Aliança Portugal               | 134   | 48,73 / 100,00  | 29,44 |
|                         | Partido Socialista             | 63    | 22,91 / 100,00  | 11,80 |
|                         | Partido da Terra               | 25    | 9,09 / 100,00   | 8,69  |
|                         | Coligação Democrática Unitária | 7     | 2,55 / 100,00   | 0,96  |
|                         | Bloco de Esquerda              | 6     | 2,18 / 100,00   | 0,20  |
|                         | PCTP/MRPP                      | 6     | 2,18 / 100,00   | 1,78  |
|                         | LIVRE                          | 4     | 1,45 / 100,00   | Novo  |
|                         | Partido da Nova Democracia     | 4     | 1,45 / 100,00   | -     |
|                         | Outros                         | 6     | 2,18 / 100,00   |       |
| Votos Inválidos         | Votos Inválidos                | 20    | 7,28 / 100,00   | 2,92  |
| Total                   | Total                          | 275   | 100,00 / 100,00 |       |
| Eleitorado/Participação | Eleitorado/Participação        | 695   | 39,57 / 100,00  | 3,15  |

#### Fragoso
| Partido                 | Partido                        | Votos | %               | +/-   |
| ----------------------- | ------------------------------ | ----- | --------------- | ----- |
|                         | Aliança Portugal               | 190   | 38,54 / 100,00  | 22,74 |
|                         | Partido Socialista             | 174   | 35,29 / 100,00  | 16,82 |
|                         | Coligação Democrática Unitária | 18    | 3,65 / 100,00   | 1,46  |
|                         | Partido da Terra               | 16    | 3,25 / 100,00   | 3,11  |
|                         | Bloco de Esquerda              | 14    | 2,84 / 100,00   | 3,73  |
|                         | PCTP/MRPP                      | 10    | 2,03 / 100,00   | 0,53  |
|                         | Partido da Nova Democracia     | 5     | 1,01 / 100,00   | -     |
|                         | Outros                         | 18    | 3,66 / 100,00   |       |
| Votos Inválidos         | Votos Inválidos                | 48    | 9,74 / 100,00   | 3,04  |
| Total                   | Total                          | 493   | 100,00 / 100,00 |       |
| Eleitorado/Participação | Eleitorado/Participação        | 1 942 | 25,39 / 100,00  | 13,93 |

#### Galegos Santa Maria
| Partido                 | Partido                               | Votos | %               | +/-   |
| ----------------------- | ------------------------------------- | ----- | --------------- | ----- |
|                         | Aliança Portugal                      | 524   | 46,66 / 100,00  | 16,65 |
|                         | Partido Socialista                    | 262   | 23,33 / 100,00  | 7,40  |
|                         | Partido da Terra                      | 94    | 8,37 / 100,00   | 7,95  |
|                         | Bloco de Esquerda                     | 38    | 3,38 / 100,00   | 4,42  |
|                         | Coligação Democrática Unitária        | 32    | 2,85 / 100,00   | 0,46  |
|                         | LIVRE                                 | 14    | 1,25 / 100,00   | Novo  |
|                         | Partido pelos Animais e pela Natureza | 14    | 1,25 / 100,00   | Novo  |
|                         | Outros                                | 56    | 4,99 / 100,00   |       |
| Votos Inválidos         | Votos Inválidos                       | 89    | 7,92 / 100,00   | 2,41  |
| Total                   | Total                                 | 1 123 | 100,00 / 100,00 |       |
| Eleitorado/Participação | Eleitorado/Participação               | 2 589 | 43,38 / 100,00  | 3,30  |

#### Galegos São Martinho
| Partido                 | Partido                        | Votos | %               | +/-   |
| ----------------------- | ------------------------------ | ----- | --------------- | ----- |
|                         | Aliança Portugal               | 285   | 47,98 / 100,00  | 11,70 |
|                         | Partido Socialista             | 152   | 25,59 / 100,00  | 7,41  |
|                         | Partido da Terra               | 45    | 7,58 / 100,00   | 7,14  |
|                         | Coligação Democrática Unitária | 23    | 3,87 / 100,00   | 1,67  |
|                         | Bloco de Esquerda              | 15    | 2,53 / 100,00   | 6,27  |
|                         | LIVRE                          | 6     | 1,01 / 100,00   | Novo  |
|                         | Outros                         | 24    | 4,05 / 100,00   |       |
| Votos Inválidos         | Votos Inválidos                | 44    | 7,41 / 100,00   | 1,54  |
| Total                   | Total                          | 594   | 100,00 / 100,00 |       |
| Eleitorado/Participação | Eleitorado/Participação        | 1 763 | 33,69 / 100,00  | 4,30  |

#### Gamil e Midões
| Partido                 | Partido                        | Votos | %               |
| ----------------------- | ------------------------------ | ----- | --------------- |
|                         | Partido Socialista             | 207   | 37,43 / 100,00  |
|                         | Aliança Portugal               | 180   | 32,55 / 100,00  |
|                         | Partido da Terra               | 31    | 5,61 / 100,00   |
|                         | Coligação Democrática Unitária | 23    | 4,16 / 100,00   |
|                         | Bloco de Esquerda              | 17    | 3,07 / 100,00   |
|                         | LIVRE                          | 14    | 2,53 / 100,00   |
|                         | PCTP/MRPP                      | 8     | 1,45 / 100,00   |
|                         | Partido Trabalhista Português  | 6     | 1,08 / 100,00   |
|                         | Outros                         | 21    | 3,78 / 100,00   |
| Votos Inválidos         | Votos Inválidos                | 46    | 8,32 / 100,00   |
| Total                   | Total                          | 553   | 100,00 / 100,00 |
| Eleitorado/Participação | Eleitorado/Participação        | 1 237 | 44,70 / 100,00  |

#### Gilmonde
| Partido                 | Partido                        | Votos | %               | +/-   |
| ----------------------- | ------------------------------ | ----- | --------------- | ----- |
|                         | Aliança Portugal               | 288   | 48,24 / 100,00  | 14,38 |
|                         | Partido Socialista             | 134   | 22,45 / 100,00  | 3,01  |
|                         | Partido da Terra               | 56    | 9,38 / 100,00   | 8,22  |
|                         | Coligação Democrática Unitária | 23    | 3,85 / 100,00   | 2,35  |
|                         | Bloco de Esquerda              | 12    | 2,01 / 100,00   | 2,48  |
|                         | LIVRE                          | 12    | 2,01 / 100,00   | Novo  |
|                         | Partido Trabalhista Português  | 7     | 1,17 / 100,00   | Novo  |
|                         | Outros                         | 21    | 3,53 / 100,00   |       |
| Votos Inválidos         | Votos Inválidos                | 44    | 7,37 / 100,00   | 0,56  |
| Total                   | Total                          | 597   | 100,00 / 100,00 |       |
| Eleitorado/Participação | Eleitorado/Participação        | 1 384 | 43,14 / 100,00  | 1,75  |

#### Lama
| Partido                 | Partido                               | Votos | %               | +/-   |
| ----------------------- | ------------------------------------- | ----- | --------------- | ----- |
|                         | Aliança Portugal                      | 246   | 52,90 / 100,00  | 13,70 |
|                         | Partido Socialista                    | 95    | 20,43 / 100,00  | 6,66  |
|                         | Partido da Terra                      | 30    | 6,45 / 100,00   | 6,07  |
|                         | Bloco de Esquerda                     | 17    | 3,66 / 100,00   | 0,49  |
|                         | Partido da Nova Democracia            | 9     | 1,94 / 100,00   | -     |
|                         | Coligação Democrática Unitária        | 6     | 1,29 / 100,00   | 3,54  |
|                         | Partido pelos Animais e pela Natureza | 6     | 1,29 / 100,00   | Novo  |
|                         | PCTP/MRPP                             | 6     | 1,29 / 100,00   | 0,72  |
|                         | Outros                                | 13    | 2,82 / 100,00   |       |
| Votos Inválidos         | Votos Inválidos                       | 37    | 7,96 / 100,00   | 0,23  |
| Total                   | Total                                 | 465   | 100,00 / 100,00 |       |
| Eleitorado/Participação | Eleitorado/Participação               | 1 172 | 39,68 / 100,00  | 3,62  |

#### Lijó
| Partido                 | Partido                               | Votos | %               | +/-  |
| ----------------------- | ------------------------------------- | ----- | --------------- | ---- |
|                         | Aliança Portugal                      | 452   | 46,79 / 100,00  | 9,44 |
|                         | Partido Socialista                    | 241   | 24,95 / 100,00  | 0,74 |
|                         | Partido da Terra                      | 65    | 6,73 / 100,00   | 6,53 |
|                         | Coligação Democrática Unitária        | 32    | 3,31 / 100,00   | 0,44 |
|                         | Bloco de Esquerda                     | 31    | 3,21 / 100,00   | 3,02 |
|                         | Partido pelos Animais e pela Natureza | 12    | 1,24 / 100,00   | Novo |
|                         | LIVRE                                 | 11    | 1,14 / 100,00   | Novo |
|                         | Outros                                | 40    | 4,13 / 100,00   |      |
| Votos Inválidos         | Votos Inválidos                       | 82    | 8,49 / 100,00   | 1,87 |
| Total                   | Total                                 | 966   | 100,00 / 100,00 |      |
| Eleitorado/Participação | Eleitorado/Participação               | 2 067 | 46,73 / 100,00  | 4,33 |

#### Macieira de Rates
| Partido                 | Partido                    | Votos | %               | +/-   |
| ----------------------- | -------------------------- | ----- | --------------- | ----- |
|                         | Aliança Portugal           | 493   | 67,91 / 100,00  | 13,54 |
|                         | Partido Socialista         | 75    | 10,33 / 100,00  | 4,15  |
|                         | Partido da Terra           | 51    | 7,02 / 100,00   | 6,49  |
|                         | Bloco de Esquerda          | 13    | 1,79 / 100,00   | 1,63  |
|                         | LIVRE                      | 8     | 1,10 / 100,00   | Novo  |
|                         | Partido Popular Monárquico | 8     | 1,10 / 100,00   | 0,57  |
|                         | Outros                     | 35    | 4,83 / 100,00   |       |
| Votos Inválidos         | Votos Inválidos            | 43    | 5,92 / 100,00   | 1,71  |
| Total                   | Total                      | 726   | 100,00 / 100,00 |       |
| Eleitorado/Participação | Eleitorado/Participação    | 1 584 | 45,83 / 100,00  | 2,43  |

#### Manhente
| Partido                 | Partido                               | Votos | %               | +/-   |
| ----------------------- | ------------------------------------- | ----- | --------------- | ----- |
|                         | Aliança Portugal                      | 285   | 39,58 / 100,00  | 14,47 |
|                         | Partido Socialista                    | 183   | 25,42 / 100,00  | 4,47  |
|                         | Partido da Terra                      | 77    | 10,69 / 100,00  | 10,13 |
|                         | Bloco de Esquerda                     | 36    | 5,00 / 100,00   | 6,31  |
|                         | Coligação Democrática Unitária        | 32    | 4,44 / 100,00   | 0,39  |
|                         | PCTP/MRPP                             | 16    | 2,22 / 100,00   | 1,66  |
|                         | LIVRE                                 | 8     | 1,11 / 100,00   | Novo  |
|                         | Partido pelos Animais e pela Natureza | 8     | 1,11 / 100,00   | Novo  |
|                         | Outros                                | 25    | 3,47 / 100,00   |       |
| Votos Inválidos         | Votos Inválidos                       | 50    | 6,94 / 100,00   | 0,93  |
| Total                   | Total                                 | 720   | 100,00 / 100,00 |       |
| Eleitorado/Participação | Eleitorado/Participação               | 1 680 | 42,86 / 100,00  | 1,64  |

#### Martim
| Partido                 | Partido                               | Votos | %               | +/-   |
| ----------------------- | ------------------------------------- | ----- | --------------- | ----- |
|                         | Aliança Portugal                      | 270   | 41,67 / 100,00  | 13,01 |
|                         | Partido Socialista                    | 187   | 28,86 / 100,00  | 5,51  |
|                         | Coligação Democrática Unitária        | 48    | 7,41 / 100,00   | 0,04  |
|                         | Partido da Terra                      | 36    | 5,56 / 100,00   | 4,94  |
|                         | Bloco de Esquerda                     | 14    | 2,16 / 100,00   | 3,58  |
|                         | PCTP/MRPP                             | 12    | 1,85 / 100,00   | 0,98  |
|                         | Partido pelos Animais e pela Natureza | 8     | 1,23 / 100,00   | Novo  |
|                         | Partido da Nova Democracia            | 8     | 1,23 / 100,00   | -     |
|                         | Outros                                | 18    | 2,77 / 100,00   |       |
| Votos Inválidos         | Votos Inválidos                       | 47    | 7,25 / 100,00   | 2,63  |
| Total                   | Total                                 | 648   | 100,00 / 100,00 |       |
| Eleitorado/Participação | Eleitorado/Participação               | 2 055 | 31,53 / 100,00  | 7,26  |

#### Milhazes, Vilar de Figos e Faria
| Partido                 | Partido                        | Votos | %               |
| ----------------------- | ------------------------------ | ----- | --------------- |
|                         | Aliança Portugal               | 407   | 52,25 / 100,00  |
|                         | Partido Socialista             | 157   | 20,15 / 100,00  |
|                         | Partido da Terra               | 61    | 7,83 / 100,00   |
|                         | Coligação Democrática Unitária | 23    | 2,95 / 100,00   |
|                         | Bloco de Esquerda              | 17    | 2,18 / 100,00   |
|                         | Partido da Nova Democracia     | 12    | 1,54 / 100,00   |
|                         | Partido Trabalhista Português  | 11    | 1,41 / 100,00   |
|                         | LIVRE                          | 9     | 1,16 / 100,00   |
|                         | Outros                         | 26    | 3,34 / 100,00   |
| Votos Inválidos         | Votos Inválidos                | 56    | 7,19 / 100,00   |
| Total                   | Total                          | 779   | 100,00 / 100,00 |
| Eleitorado/Participação | Eleitorado/Participação        | 1 909 | 40,81 / 100,00  |

#### Moure
| Partido                 | Partido                        | Votos | %               | +/-   |
| ----------------------- | ------------------------------ | ----- | --------------- | ----- |
|                         | Aliança Portugal               | 119   | 36,73 / 100,00  | 20,53 |
|                         | Partido Socialista             | 113   | 34,88 / 100,00  | 14,45 |
|                         | Coligação Democrática Unitária | 25    | 7,72 / 100,00   | 0,61  |
|                         | Partido da Terra               | 21    | 6,48 / 100,00   | 6,21  |
|                         | Bloco de Esquerda              | 8     | 2,47 / 100,00   | 1,83  |
|                         | LIVRE                          | 5     | 1,54 / 100,00   | Novo  |
|                         | PCTP/MRPP                      | 4     | 1,23 / 100,00   | 0,65  |
|                         | Outros                         | 9     | 2,79 / 100,00   |       |
| Votos Inválidos         | Votos Inválidos                | 20    | 6,17 / 100,00   | 0,28  |
| Total                   | Total                          | 324   | 100,00 / 100,00 |       |
| Eleitorado/Participação | Eleitorado/Participação        | 816   | 39,71 / 100,00  | 4,16  |

#### Negreiros e Chavão
| Partido                 | Partido                        | Votos | %               |
| ----------------------- | ------------------------------ | ----- | --------------- |
|                         | Aliança Portugal               | 653   | 69,99 / 100,00  |
|                         | Partido Socialista             | 106   | 11,36 / 100,00  |
|                         | Partido da Terra               | 57    | 6,11 / 100,00   |
|                         | Coligação Democrática Unitária | 15    | 1,61 / 100,00   |
|                         | Bloco de Esquerda              | 13    | 1,39 / 100,00   |
|                         | Outros                         | 46    | 4,94 / 100,00   |
| Votos Inválidos         | Votos Inválidos                | 43    | 4,60 / 100,00   |
| Total                   | Total                          | 933   | 100,00 / 100,00 |
| Eleitorado/Participação | Eleitorado/Participação        | 2 108 | 44,26 / 100,00  |

#### Oliveira
| Partido                 | Partido                               | Votos | %               | +/-   |
| ----------------------- | ------------------------------------- | ----- | --------------- | ----- |
|                         | Aliança Portugal                      | 216   | 55,24 / 100,00  | 14,07 |
|                         | Partido Socialista                    | 66    | 16,88 / 100,00  | 5,19  |
|                         | Partido da Terra                      | 25    | 6,39 / 100,00   | 5,97  |
|                         | Bloco de Esquerda                     | 16    | 4,09 / 100,00   | 0,29  |
|                         | Coligação Democrática Unitária        | 9     | 2,30 / 100,00   | 0,41  |
|                         | Partido pelos Animais e pela Natureza | 6     | 1,53 / 100,00   | Novo  |
|                         | LIVRE                                 | 5     | 1,28 / 100,00   | Novo  |
|                         | Partido da Nova Democracia            | 5     | 1,28 / 100,00   | -     |
|                         | Outros                                | 15    | 3,84 / 100,00   |       |
| Votos Inválidos         | Votos Inválidos                       | 28    | 7,16 / 100,00   | 0,57  |
| Total                   | Total                                 | 391   | 100,00 / 100,00 |       |
| Eleitorado/Participação | Eleitorado/Participação               | 949   | 41,20 / 100,00  | 10,70 |

#### Palme
| Partido                 | Partido                        | Votos | %               | +/-   |
| ----------------------- | ------------------------------ | ----- | --------------- | ----- |
|                         | Aliança Portugal               | 147   | 44,82 / 100,00  | 31,76 |
|                         | Partido Socialista             | 106   | 32,32 / 100,00  | 24,04 |
|                         | Partido da Terra               | 18    | 5,49 / 100,00   | 4,86  |
|                         | Bloco de Esquerda              | 6     | 1,83 / 100,00   | 0,07  |
|                         | Coligação Democrática Unitária | 5     | 1,52 / 100,00   | 0,70  |
|                         | PCTP/MRPP                      | 4     | 1,22 / 100,00   | 0,59  |
|                         | Partido da Nova Democracia     | 4     | 1,22 / 100,00   | -     |
|                         | Partido Popular Monárquico     | 4     | 1,22 / 100,00   | 0,27  |
|                         | Outros                         | 11    | 3,35 / 100,00   |       |
| Votos Inválidos         | Votos Inválidos                | 23    | 7,01 / 100,00   | 0,68  |
| Total                   | Total                          | 328   | 100,00 / 100,00 |       |
| Eleitorado/Participação | Eleitorado/Participação        | 967   | 33,92 / 100,00  | 3,12  |

#### Panque
| Partido                 | Partido                        | Votos | %               | +/-   |
| ----------------------- | ------------------------------ | ----- | --------------- | ----- |
|                         | Aliança Portugal               | 138   | 64,19 / 100,00  | 15,72 |
|                         | Partido Socialista             | 37    | 17,21 / 100,00  | 8,91  |
|                         | Coligação Democrática Unitária | 8     | 3,72 / 100,00   | 0,65  |
|                         | Partido da Terra               | 7     | 3,26 / 100,00   | 2,82  |
|                         | Bloco de Esquerda              | 4     | 1,86 / 100,00   | 1,63  |
|                         | PCTP/MRPP                      | 3     | 1,40 / 100,00   | 0,57  |
|                         | Outros                         | 4     | 1,88 / 100,00   |       |
| Votos Inválidos         | Votos Inválidos                | 14    | 6,51 / 100,00   | 4,33  |
| Total                   | Total                          | 215   | 100,00 / 100,00 |       |
| Eleitorado/Participação | Eleitorado/Participação        | 647   | 33,23 / 100,00  | 2,27  |

#### Paradela
| Partido                 | Partido                               | Votos | %               | +/-   |
| ----------------------- | ------------------------------------- | ----- | --------------- | ----- |
|                         | Aliança Portugal                      | 163   | 56,21 / 100,00  | 26,48 |
|                         | Partido Socialista                    | 51    | 17,59 / 100,00  | 6,44  |
|                         | Partido da Terra                      | 24    | 8,28 / 100,00   | 8,28  |
|                         | Bloco de Esquerda                     | 7     | 2,41 / 100,00   | 0,11  |
|                         | Coligação Democrática Unitária        | 5     | 1,72 / 100,00   | 1,52  |
|                         | LIVRE                                 | 5     | 1,72 / 100,00   | Novo  |
|                         | Partido pelos Animais e pela Natureza | 4     | 1,38 / 100,00   | Novo  |
|                         | Partido Trabalhista Português         | 3     | 1,03 / 100,00   | Novo  |
|                         | Outros                                | 9     | 3,09 / 100,00   |       |
| Votos Inválidos         | Votos Inválidos                       | 19    | 6,55 / 100,00   | 3,67  |
| Total                   | Total                                 | 290   | 100,00 / 100,00 |       |
| Eleitorado/Participação | Eleitorado/Participação               | 726   | 39,94 / 100,00  | 1,06  |

#### Pereira
| Partido                 | Partido                               | Votos | %               | +/-   |
| ----------------------- | ------------------------------------- | ----- | --------------- | ----- |
|                         | Aliança Portugal                      | 259   | 44,66 / 100,00  | 20,36 |
|                         | Partido Socialista                    | 174   | 30,00 / 100,00  | 11,18 |
|                         | Partido da Terra                      | 36    | 6,21 / 100,00   | 5,64  |
|                         | Bloco de Esquerda                     | 13    | 2,24 / 100,00   | 0,99  |
|                         | Coligação Democrática Unitária        | 11    | 1,90 / 100,00   | 0,57  |
|                         | Partido pelos Animais e pela Natureza | 8     | 1,38 / 100,00   | Novo  |
|                         | Partido da Nova Democracia            | 6     | 1,03 / 100,00   | -     |
|                         | Outros                                | 19    | 3,27 / 100,00   |       |
| Votos Inválidos         | Votos Inválidos                       | 54    | 9,31 / 100,00   | 3,42  |
| Total                   | Total                                 | 580   | 100,00 / 100,00 |       |
| Eleitorado/Participação | Eleitorado/Participação               | 1 161 | 49,96 / 100,00  | 4,42  |

#### Perelhal
| Partido                 | Partido                               | Votos | %               | +/-   |
| ----------------------- | ------------------------------------- | ----- | --------------- | ----- |
|                         | Aliança Portugal                      | 203   | 41,09 / 100,00  | 18,01 |
|                         | Partido Socialista                    | 127   | 25,71 / 100,00  | 6,34  |
|                         | Partido da Terra                      | 52    | 10,53 / 100,00  | 9,94  |
|                         | Coligação Democrática Unitária        | 16    | 3,24 / 100,00   | 0,87  |
|                         | Bloco de Esquerda                     | 13    | 2,63 / 100,00   | 4,22  |
|                         | Partido pelos Animais e pela Natureza | 10    | 2,02 / 100,00   | Novo  |
|                         | PCTP/MRPP                             | 6     | 1,21 / 100,00   | 1,01  |
|                         | Partido da Nova Democracia            | 6     | 1,21 / 100,00   | -     |
|                         | LIVRE                                 | 5     | 1,01 / 100,00   | Novo  |
|                         | Outros                                | 12    | 2,42 / 100,00   |       |
| Votos Inválidos         | Votos Inválidos                       | 44    | 8,91 / 100,00   | 1,48  |
| Total                   | Total                                 | 494   | 100,00 / 100,00 |       |
| Eleitorado/Participação | Eleitorado/Participação               | 1 541 | 32,06 / 100,00  | 2,21  |

#### Pousa
| Partido                 | Partido                               | Votos | %               | +/-   |
| ----------------------- | ------------------------------------- | ----- | --------------- | ----- |
|                         | Aliança Portugal                      | 294   | 41,41 / 100,00  | 13,37 |
|                         | Partido Socialista                    | 215   | 30,28 / 100,00  | 4,59  |
|                         | Partido da Terra                      | 51    | 7,18 / 100,00   | 6,52  |
|                         | Coligação Democrática Unitária        | 31    | 4,37 / 100,00   | 0,70  |
|                         | Bloco de Esquerda                     | 20    | 2,82 / 100,00   | 4,91  |
|                         | Partido pelos Animais e pela Natureza | 17    | 2,39 / 100,00   | Novo  |
|                         | PCTP/MRPP                             | 12    | 1,69 / 100,00   | 0,51  |
|                         | Outros                                | 26    | 3,65 / 100,00   |       |
| Votos Inválidos         | Votos Inválidos                       | 44    | 6,19 / 100,00   | 1,73  |
| Total                   | Total                                 | 710   | 100,00 / 100,00 |       |
| Eleitorado/Participação | Eleitorado/Participação               | 2 079 | 34,15 / 100,00  | 2,52  |

#### Quintiães e Aguiar
| Partido                 | Partido                               | Votos | %               |
| ----------------------- | ------------------------------------- | ----- | --------------- |
|                         | Aliança Portugal                      | 205   | 43,62 / 100,00  |
|                         | Partido Socialista                    | 120   | 25,53 / 100,00  |
|                         | Partido da Terra                      | 44    | 9,36 / 100,00   |
|                         | Coligação Democrática Unitária        | 15    | 3,19 / 100,00   |
|                         | Bloco de Esquerda                     | 14    | 2,98 / 100,00   |
|                         | Partido pelos Animais e pela Natureza | 11    | 2,34 / 100,00   |
|                         | PCTP/MRPP                             | 7     | 1,49 / 100,00   |
|                         | LIVRE                                 | 5     | 1,06 / 100,00   |
|                         | Outros                                | 15    | 3,19 / 100,00   |
| Votos Inválidos         | Votos Inválidos                       | 34    | 7,23 / 100,00   |
| Total                   | Total                                 | 470   | 100,00 / 100,00 |
| Eleitorado/Participação | Eleitorado/Participação               | 1 123 | 41,85 / 100,00  |

#### Remelhe
| Partido                 | Partido                        | Votos | %               | +/-   |
| ----------------------- | ------------------------------ | ----- | --------------- | ----- |
|                         | Aliança Portugal               | 221   | 47,02 / 100,00  | 15,69 |
|                         | Partido Socialista             | 104   | 22,13 / 100,00  | 3,11  |
|                         | Partido da Terra               | 47    | 10,00 / 100,00  | 10,00 |
|                         | Coligação Democrática Unitária | 25    | 5,32 / 100,00   | 1,74  |
|                         | Bloco de Esquerda              | 10    | 2,13 / 100,00   | 3,52  |
|                         | LIVRE                          | 7     | 1,49 / 100,00   | Novo  |
|                         | Outros                         | 12    | 2,55 / 100,00   |       |
| Votos Inválidos         | Votos Inválidos                | 44    | 9,36 / 100,00   | 3,72  |
| Total                   | Total                          | 470   | 100,00 / 100,00 |       |
| Eleitorado/Participação | Eleitorado/Participação        | 1 253 | 37,51 / 100,00  | 4,77  |

#### Rio Covo Santa Eugénia
| Partido                 | Partido                        | Votos | %               | +/-   |
| ----------------------- | ------------------------------ | ----- | --------------- | ----- |
|                         | Partido Socialista             | 223   | 38,25 / 100,00  | 5,90  |
|                         | Aliança Portugal               | 173   | 29,67 / 100,00  | 12,37 |
|                         | Partido da Terra               | 42    | 7,20 / 100,00   | 6,54  |
|                         | Coligação Democrática Unitária | 33    | 5,66 / 100,00   | 0,42  |
|                         | Bloco de Esquerda              | 14    | 2,40 / 100,00   | 5,81  |
|                         | LIVRE                          | 14    | 2,40 / 100,00   | Novo  |
|                         | PCTP/MRPP                      | 7     | 1,20 / 100,00   | 0,28  |
|                         | Partido da Nova Democracia     | 7     | 1,20 / 100,00   | -     |
|                         | Partido Trabalhista Português  | 6     | 1,03 / 100,00   | Novo  |
|                         | Outros                         | 18    | 3,08 / 100,00   |       |
| Votos Inválidos         | Votos Inválidos                | 46    | 7,89 / 100,00   | 2,80  |
| Total                   | Total                          | 583   | 100,00 / 100,00 |       |
| Eleitorado/Participação | Eleitorado/Participação        | 1 400 | 41,64 / 100,00  | 3,11  |

#### Roriz
| Partido                 | Partido                        | Votos | %               | +/-   |
| ----------------------- | ------------------------------ | ----- | --------------- | ----- |
|                         | Aliança Portugal               | 358   | 58,02 / 100,00  | 14,73 |
|                         | Partido Socialista             | 87    | 14,10 / 100,00  | 5,12  |
|                         | Partido da Terra               | 36    | 5,83 / 100,00   | 4,78  |
|                         | Coligação Democrática Unitária | 21    | 3,40 / 100,00   | 0,41  |
|                         | LIVRE                          | 15    | 2,43 / 100,00   | Novo  |
|                         | Bloco de Esquerda              | 12    | 1,94 / 100,00   | 2,25  |
|                         | Outros                         | 33    | 5,34 / 100,00   |       |
| Votos Inválidos         | Votos Inválidos                | 55    | 8,92 / 100,00   | 3,23  |
| Total                   | Total                          | 617   | 100,00 / 100,00 |       |
| Eleitorado/Participação | Eleitorado/Participação        | 1 825 | 33,81 / 100,00  | 3,26  |

#### Sequeade e Bastuço
| Partido                 | Partido                               | Votos | %               |
| ----------------------- | ------------------------------------- | ----- | --------------- |
|                         | Partido Socialista                    | 228   | 36,60 / 100,00  |
|                         | Aliança Portugal                      | 211   | 33,87 / 100,00  |
|                         | Partido da Terra                      | 51    | 8,19 / 100,00   |
|                         | Coligação Democrática Unitária        | 28    | 4,49 / 100,00   |
|                         | Bloco de Esquerda                     | 15    | 2,41 / 100,00   |
|                         | Partido pelos Animais e pela Natureza | 10    | 1,61 / 100,00   |
|                         | PCTP/MRPP                             | 9     | 1,44 / 100,00   |
|                         | Outros                                | 27    | 4,32 / 100,00   |
| Votos Inválidos         | Votos Inválidos                       | 44    | 7,06 / 100,00   |
| Total                   | Total                                 | 623   | 100,00 / 100,00 |
| Eleitorado/Participação | Eleitorado/Participação               | 1 781 | 34,98 / 100,00  |

#### Silva
| Partido                 | Partido                               | Votos | %               | +/-   |
| ----------------------- | ------------------------------------- | ----- | --------------- | ----- |
|                         | Partido Socialista                    | 142   | 31,56 / 100,00  | 0,92  |
|                         | Aliança Portugal                      | 134   | 29,78 / 100,00  | 9,75  |
|                         | Partido da Terra                      | 70    | 15,56 / 100,00  | 14,28 |
|                         | Coligação Democrática Unitária        | 13    | 2,89 / 100,00   | 1,38  |
|                         | Partido da Nova Democracia            | 9     | 2,00 / 100,00   | -     |
|                         | Bloco de Esquerda                     | 7     | 1,56 / 100,00   | 6,77  |
|                         | PCTP/MRPP                             | 7     | 1,56 / 100,00   | 0,92  |
|                         | Partido pelos Animais e pela Natureza | 5     | 1,11 / 100,00   | Novo  |
|                         | Partido Popular Monárquico            | 5     | 1,11 / 100,00   | 0,47  |
|                         | Outros                                | 15    | 3,34 / 100,00   |       |
| Votos Inválidos         | Votos Inválidos                       | 43    | 9,56 / 100,00   | 0,80  |
| Total                   | Total                                 | 450   | 100,00 / 100,00 |       |
| Eleitorado/Participação | Eleitorado/Participação               | 836   | 53,83 / 100,00  | 0,34  |

#### Silveiros e Rio Covo Santa Eulália
| Partido                 | Partido                               | Votos | %               |
| ----------------------- | ------------------------------------- | ----- | --------------- |
|                         | Aliança Portugal                      | 277   | 39,46 / 100,00  |
|                         | Partido Socialista                    | 207   | 29,49 / 100,00  |
|                         | Coligação Democrática Unitária        | 51    | 7,26 / 100,00   |
|                         | Partido da Terra                      | 45    | 6,41 / 100,00   |
|                         | Bloco de Esquerda                     | 19    | 2,71 / 100,00   |
|                         | Partido da Nova Democracia            | 13    | 1,85 / 100,00   |
|                         | PCTP/MRPP                             | 10    | 1,42 / 100,00   |
|                         | LIVRE                                 | 7     | 1,00 / 100,00   |
|                         | Partido pelos Animais e pela Natureza | 7     | 1,00 / 100,00   |
|                         | Outros                                | 13    | 1,84 / 100,00   |
| Votos Inválidos         | Votos Inválidos                       | 53    | 7,55 / 100,00   |
| Total                   | Total                                 | 702   | 100,00 / 100,00 |
| Eleitorado/Participação | Eleitorado/Participação               | 1 849 | 37,97 / 100,00  |

#### Tamel Santa Leocádia e Vilar do Monte
| Partido                 | Partido                        | Votos | %               |
| ----------------------- | ------------------------------ | ----- | --------------- |
|                         | Aliança Portugal               | 198   | 43,04 / 100,00  |
|                         | Partido Socialista             | 84    | 18,26 / 100,00  |
|                         | Partido da Terra               | 60    | 13,04 / 100,00  |
|                         | Coligação Democrática Unitária | 20    | 4,35 / 100,00   |
|                         | LIVRE                          | 9     | 1,96 / 100,00   |
|                         | Bloco de Esquerda              | 8     | 1,74 / 100,00   |
|                         | Partido Trabalhista Português  | 6     | 1,30 / 100,00   |
|                         | PCTP/MRPP                      | 5     | 1,09 / 100,00   |
|                         | Partido Popular Monárquico     | 5     | 1,09 / 100,00   |
|                         | Outros                         | 17    | 3,70 / 100,00   |
| Votos Inválidos         | Votos Inválidos                | 48    | 10,44 / 100,00  |
| Total                   | Total                          | 460   | 100,00 / 100,00 |
| Eleitorado/Participação | Eleitorado/Participação        | 1 230 | 37,40 / 100,00  |

#### Tamel São Veríssimo
| Partido                 | Partido                        | Votos | %               | +/-  |
| ----------------------- | ------------------------------ | ----- | --------------- | ---- |
|                         | Partido Socialista             | 395   | 36,78 / 100,00  | 4,57 |
|                         | Aliança Portugal               | 335   | 31,19 / 100,00  | 9,09 |
|                         | Partido da Terra               | 111   | 10,34 / 100,00  | 9,84 |
|                         | Bloco de Esquerda              | 68    | 6,33 / 100,00   | 7,29 |
|                         | Coligação Democrática Unitária | 45    | 4,19 / 100,00   | 0,20 |
|                         | LIVRE                          | 14    | 1,30 / 100,00   | Novo |
|                         | Outros                         | 39    | 3,63 / 100,00   |      |
| Votos Inválidos         | Votos Inválidos                | 67    | 6,24 / 100,00   | 0,77 |
| Total                   | Total                          | 1 074 | 100,00 / 100,00 |      |
| Eleitorado/Participação | Eleitorado/Participação        | 2 699 | 39,79 / 100,00  | 2,90 |

#### Ucha
| Partido                 | Partido                        | Votos | %               | +/-  |
| ----------------------- | ------------------------------ | ----- | --------------- | ---- |
|                         | Aliança Portugal               | 240   | 44,12 / 100,00  | 8,93 |
|                         | Partido Socialista             | 154   | 28,31 / 100,00  | 3,23 |
|                         | Partido da Terra               | 25    | 4,60 / 100,00   | 4,43 |
|                         | Bloco de Esquerda              | 18    | 3,31 / 100,00   | 5,16 |
|                         | Coligação Democrática Unitária | 16    | 2,94 / 100,00   | 0,28 |
|                         | Partido da Nova Democracia     | 8     | 1,47 / 100,00   | -    |
|                         | LIVRE                          | 6     | 1,10 / 100,00   | Novo |
|                         | Partido Trabalhista Português  | 6     | 1,10 / 100,00   | Novo |
|                         | Outros                         | 16    | 2,93 / 100,00   |      |
| Votos Inválidos         | Votos Inválidos                | 55    | 10,11 / 100,00  | 3,67 |
| Total                   | Total                          | 544   | 100,00 / 100,00 |      |
| Eleitorado/Participação | Eleitorado/Participação        | 1 320 | 41,21 / 100,00  | 3,15 |

#### Várzea
| Partido                 | Partido                        | Votos | %               | +/-   |
| ----------------------- | ------------------------------ | ----- | --------------- | ----- |
|                         | Partido Socialista             | 248   | 40,39 / 100,00  | 3,71  |
|                         | Aliança Portugal               | 184   | 29,97 / 100,00  | 13,13 |
|                         | Partido da Terra               | 48    | 7,82 / 100,00   | 7,49  |
|                         | Coligação Democrática Unitária | 20    | 3,26 / 100,00   | 0,03  |
|                         | Bloco de Esquerda              | 12    | 1,95 / 100,00   | 5,62  |
|                         | LIVRE                          | 7     | 1,14 / 100,00   | Novo  |
|                         | PCTP/MRPP                      | 7     | 1,14 / 100,00   | 0,34  |
|                         | Outros                         | 33    | 5,36 / 100,00   |       |
| Votos Inválidos         | Votos Inválidos                | 55    | 8,96 / 100,00   | 4,19  |
| Total                   | Total                          | 614   | 100,00 / 100,00 |       |
| Eleitorado/Participação | Eleitorado/Participação        | 1 579 | 38,89 / 100,00  | 3,51  |

#### Viatodos, Grimancelos, Minhotães e Monte de Fralães
| Partido                 | Partido                        | Votos | %               |
| ----------------------- | ------------------------------ | ----- | --------------- |
|                         | Aliança Portugal               | 651   | 44,56 / 100,00  |
|                         | Partido Socialista             | 419   | 28,68 / 100,00  |
|                         | Partido da Terra               | 92    | 6,30 / 100,00   |
|                         | Coligação Democrática Unitária | 47    | 3,22 / 100,00   |
|                         | Bloco de Esquerda              | 36    | 2,46 / 100,00   |
|                         | LIVRE                          | 19    | 1,30 / 100,00   |
|                         | Outros                         | 78    | 5,34 / 100,00   |
| Votos Inválidos         | Votos Inválidos                | 119   | 8,14 / 100,00   |
| Total                   | Total                          | 1 461 | 100,00 / 100,00 |
| Eleitorado/Participação | Eleitorado/Participação        | 3 535 | 41,33 / 100,00  |

#### Vila Cova e Feitos
| Partido                 | Partido                        | Votos | %               |
| ----------------------- | ------------------------------ | ----- | --------------- |
|                         | Aliança Portugal               | 424   | 51,33 / 100,00  |
|                         | Partido Socialista             | 181   | 21,91 / 100,00  |
|                         | Partido da Terra               | 64    | 7,75 / 100,00   |
|                         | Coligação Democrática Unitária | 18    | 2,18 / 100,00   |
|                         | LIVRE                          | 12    | 1,45 / 100,00   |
|                         | Partido da Nova Democracia     | 10    | 1,21 / 100,00   |
|                         | Bloco de Esquerda              | 9     | 1,09 / 100,00   |
|                         | Outros                         | 36    | 4,35 / 100,00   |
| Votos Inválidos         | Votos Inválidos                | 52    | 8,71 / 100,00   |
| Total                   | Total                          | 826   | 100,00 / 100,00 |
| Eleitorado/Participação | Eleitorado/Participação        | 2 318 | 35,63 / 100,00  |

#### Vila Seca
| Partido                 | Partido                               | Votos | %               | +/-   |
| ----------------------- | ------------------------------------- | ----- | --------------- | ----- |
|                         | Aliança Portugal                      | 279   | 58,00 / 100,00  | 6,45  |
|                         | Partido Socialista                    | 97    | 20,17 / 100,00  | 11,16 |
|                         | Partido da Terra                      | 30    | 6,24 / 100,00   | 6,24  |
|                         | LIVRE                                 | 10    | 2,08 / 100,00   | Novo  |
|                         | Coligação Democrática Unitária        | 8     | 1,66 / 100,00   | 0,53  |
|                         | Bloco de Esquerda                     | 5     | 1,04 / 100,00   | 4,03  |
|                         | Partido pelos Animais e pela Natureza | 5     | 1,04 / 100,00   | Novo  |
|                         | Outros                                | 13    | 2,71 / 100,00   |       |
| Votos Inválidos         | Votos Inválidos                       | 34    | 7,07 / 100,00   | 23,36 |
| Total                   | Total                                 | 481   | 100,00 / 100,00 |       |
| Eleitorado/Participação | Eleitorado/Participação               | 1 091 | 44,09 / 100,00  | 13,49 |